# البنك العربي

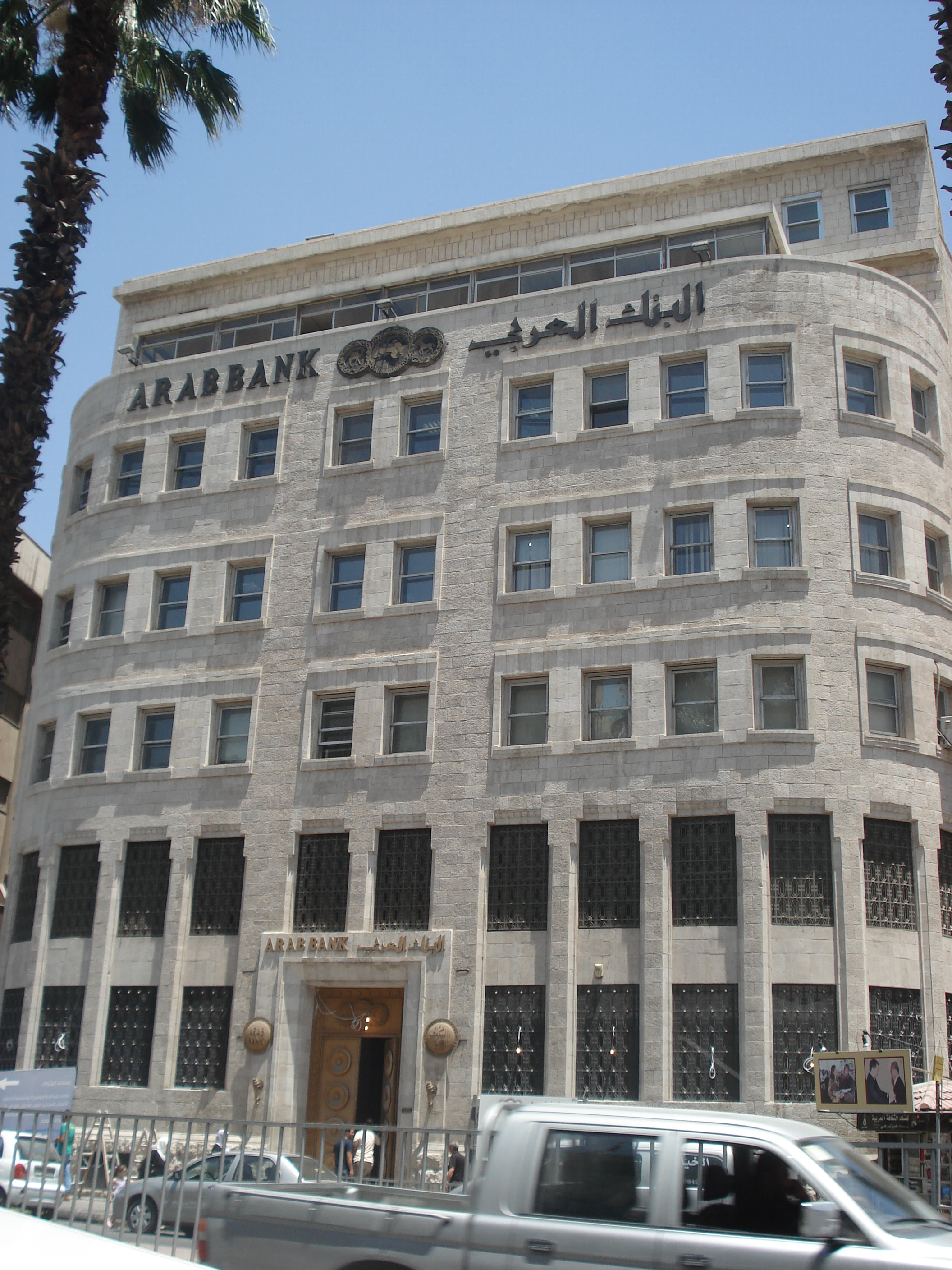
مبنى البنك العربي القديم بعمّان.

البنك العربي أسسه عبد الحميد شومان في القدس، فلسطين عام 1930، ابتدأ بسبعة من حملة الأسهم بقيمة 15,000 جنيه فلسطيني، وبعد أكثر من 70 عاماً أصبح البنك مؤسسة عالمية وأحد أضخم المصارف العربية بأصول بلغت سنة 2005 27.31 مليار دولار فيما بلغت الأرباح الصافية 618مليون دولار لتسعة أشهر الأولى من 2016. وتنتشر فروعه اليوم في خمس قارات حول العالم.

## تاريخ

شعار البنك العربي السابق

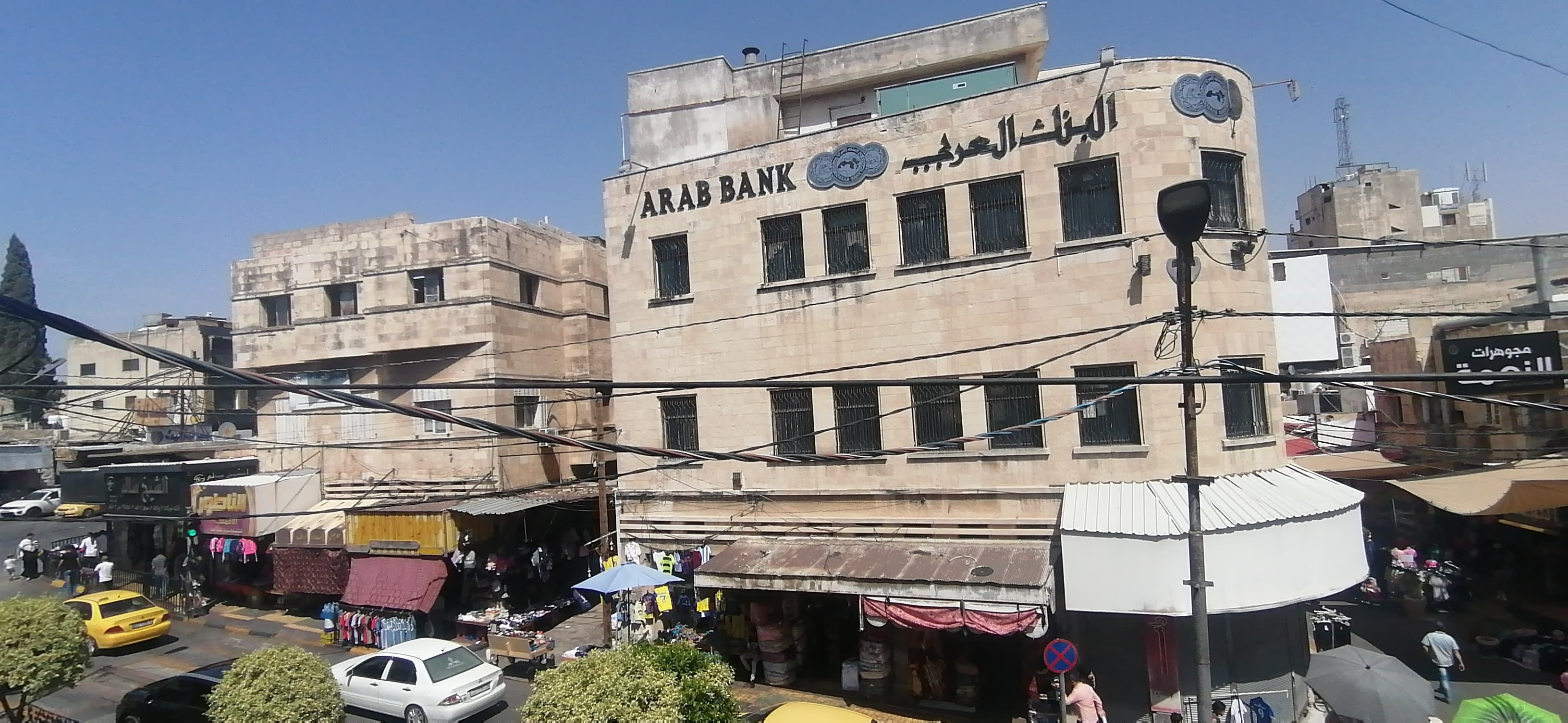
مبنى البنك العربي في وسط مدينة اربد

قام عبد الحميد شومان مع سبعة مستثمرين ورأس مال قيمته 15.000 جنيه فلسطيني، بتسجيل المصرف العربي في 21 مايو 1930، وبدأ عملياته في القدس في 14 يوليو من العام نفسه.
بعد انسحاب الانتداب البريطاني من فلسطين عام 1948 فقد المصرف فرعيه في يافا وحيفا، وحين طلب العملاء الذين أجبروا على الفرار من البلاد ودائعهم، أصر شومان وابنه على إرجاع جميع المطالبات بالكامل. أكسب هذا القرار المصرف العربي سمعة حسنة.
أعيد تأسيس الفروع المغلقة، فتأسس فرع حيفا في بيروت، وتبعه فرع عمان وفرع يافا في نابلس ثم في رام الله. وعندما بدأ الاضطراب المدني بالتأثير على فرع القدس تم نقل أعمال المصرف إلى مكاتب مقرها القدس القديمة. وفي عام 1948، نُقل المقر الرئيسي للمصرف إلى عمان، الأردن وتم اعتباره رسمياً شركة مساهمة عامة.
جلبت حقبة الستينيات معها موجة من التأميم اجتاحت العالم العربي، حيث رافقت حصول الدول العربية واحدة بعد الأخرى على استقلالها من الاستعمارين البريطاني والفرنسي، فتم تأميم فروع المصرف في مصر وسوريا في 1961، وفي العراق في 1964 وفي عدن في 1969 وأخيراً في السودان وليبيا في عام 1970. وخلال عشر سنوات، خسر المصرف العربي 25 فرعاً. وعلى إثر احتلال إسرائيل للضفة الغربية وقطاع غزة في عام 1967، تم إغلاق فروع أخرى.

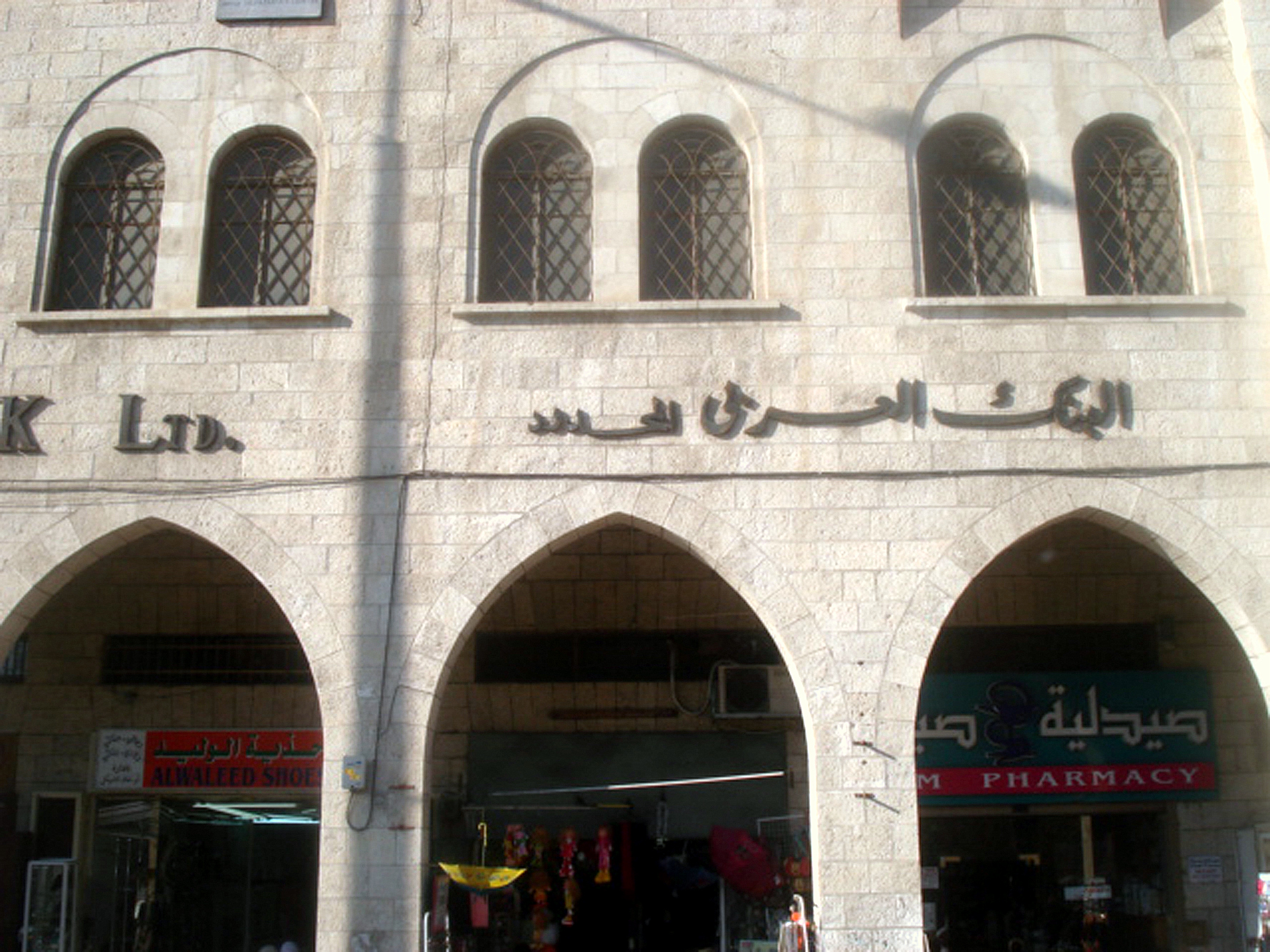
البنك العربي في القدس

تابع المصرف توسعه، فرسّخ حضوره العالمي الأول في عام 1961 ليصبح أول مؤسسة مالية عربية ترسي موضع قدم لها في سويسرا، وفي 1962 تأسس المصرف العربي/ سويسرا في مدينة زيوريخ، كما وافتتح فرع آخر في جنيف عام 1964.
ركز المصرف جهوده في السبعينيات على القوى الاقتصادية النفطية الجديدة التي نشأت في الخليج العربي. في عام 2010، قام البنك العربي بتخصيص مبلغ مليون دينار أردني يتم إنفاقها في المساهمة بإقامة مشاريع تنموية تهدف إلى مكافحة جيوب الفقر والبطالة ورفع المستوى المعيشي للمواطنين المستفيدين من هذه المشاريع

### التوسع العربي
خلال أربعينيات وخمسينيات القرن العشرين توسع المصرف العربي بشكل سريع، حيث توسعت شبكة فروعه في العالم العربي فافتتح 43 فرعاً في شتى أنحاء العالم العربي برأس مال بلغ 5.5 مليون دينار أردني. عملت قروض المصرف العربي لمصانع الأسمنت والأقمشة والأغذية الحديثة على تعزيز معدل نمو البلاد لتحتل المرتبة الثانية في الشرق الأوسط بعد الكويت.

### التوسع الدولي
استمر التوسع عالمياً من خلال افتتاح فروع في فرانكفورت ولندن وأستراليا ونيويورك وسنغافورة، بالإضافة إلى فروع أخرى كثيرة، وبعد توقيع اتفاقية السلام في أوسلو، وُجهت دعوة للمصرف العربي للعودة إلى الأراضي الفلسطينية لافتتاح شبكة من الفروع في عدد من المدن الفلسطينية.

## البنك العربي اليوم
في عام 2005، أعاد البنك العربي افتتاح عملياته في سوريا، كما قام بالترتيبات الأولية الضرورية لاستهلال نشاطاته في العراق عندما تسنح الظروف لذلك.
في عام 2006، حصل البنك العربي على الموافقة لتأسيس بنك أوروبا العربي، شركة تابعة مملوكة بالكامل مقرها لندن، حيث امتلك البنك 50% من حصص مصرف (MNG) في تركيا و50% من شركة النسر العربي للتأمين في الأردن، مقدماً بهذا التأمين المصرفي لمنتجاته المتنوعة.
اليوم، تملك مجموعة البنك العربي أحد أكبر شبكة فروع مصرفية عربية في العالم أجمع، حيث تشمل ما يزيد عن 600 فرع عبر 5 قارات.
البنك العربي بتاريخ 13/8/2008 على رخصة لتأسيس وتشغيل بنك إسلامي تابع ومملوك بالكامل له في السودان، حيث يهدف إلى تقديم حزمة متكاملة من المنتجات والخدمات المصرفية وفق مبادئ الشريعة الإسلامية.
يبلغ رأس المال المدفوع للبنك العربي السوداني (50) مليون دولار أمريكي. 
في عام 2011 أصبح البنك العربي أول بنك أردني يصدر تقريره حول الاستدامة والذي يشمل مجمل أعماله عن العام 2010.
وفي فبراير 2012، قال السيد شومان إن ودائع البنك وهو إحدى المؤسسات المالية الرئيسية في الشرق الأوسط وله حضور قوي في أنحاء المنطقة قد زادت أكثر من مليار دولار إلى 31.7 مليار دولار في نهاية العام الماضي 2011. وعزا شومان هذه النتائج إلى جهود البنك لتعزيز السيولة وكفاية رأس المال من خلال الإدارة الفعالة للمخاطر.
خضع دليل حوكمة للالتزامات البيئيّة والاجتماعيّة والحاكميّة المؤسسية 3 في شركات العالم العربي إلى تحديثات في الأول من شهر كانون الأول، 2015. يدرج الدليل أسماء أفضل 50 شركة عربيّة متقدّمة في أدائها فيما يتعلّق بحوالي 200 مؤشّر حول الالتزامات البيئيّة والاجتماعيّة والحاكميّة المؤسسيّة (ESG)، كما ويستخدم مقياس أكثر تطوّراً لتقييم المؤشرات البيئيّة والاجتماعية وحاكميّة الشركات بحيث يكون تأثير الأسهم ذات المؤشرات الأعلى على الدليل أكبر من تأثير الأسهم ذات المؤشرات المنخفضة.
تمّ تصنيف البنك العربي على أنه المؤسسة الأردنيّة الوحيدة من ضمن أفضل 10 مؤسّسات في العالم العربي في هذا الدليل، نظراً إلى أدائه المتميز في مجال الالتزامات البيئيّة والاجتماعية والحاكميّة المؤسسية على مدى سنين عمله. خلال العام 2014، حصل البنك العربي على المستوى الخامس في التصنيف، وتمكّن في العام 2015 من الانتقال إلى المستوى الرابع بإجمالي نسبة نقاط 2.78%.

## حسابات الأسرى الفلسطينيون
في فبراير 2020، أصدر قائد جيش الاحتلال الإسرائيلي في الضفة الغربية قراره العسكري المُعَدل باعتبار الرواتب الشهرية التي تدفعها الحكومة الفلسطينية للأسرى «عملًا محظورًا»، وعلى البنوك عدم الاحتفاظ بحسابات للأسرى، وإلا فإنها تُعتبر وموظفيها شركاء في «الجريمة».
في 6 مايو 2020، قالت هيئة شؤون الأسرى والمحررين الفلسطينية أن بنوك وافدة تعمل في الأراضي الفلسطينية قد شرعت في إغلاق حسابات بنكية لأسر الشهداء والأسرى الفلسطينيين استجابةً لضغوط إسرائيلية. قال رئيس الوزراء الفلسطيني محمد اشتية أن لجنة شُكلت لدراسة الأزمة وأنه تم الاتفاق مع البنوك لتجميد إجراءاتها.
في 4 يوليو 2020، أطلق مسلحون فلسطينيون النار صوب صراف آلي يتبع البنك العربي في منطقة بلدية بني زيد الغربية، شمال غرب محافظة رام الله والبيرة، كما كتبوا شعارات منها: «الأسرى خط أحمر».
في 7 سبتمبر 2020، استنكرت هيئة شؤون الأسرى والمحررين خطوة البنك العربي برفض استلام حوالة رواتب 94 أسيرًا فلسطينيًا ومُحررين وإعادتها إلى وزارة المالية الفلسطينية في خطوة وصفتها بأنها:«مرفوضة وطنيًا وأخلاقيًا.» كما أشار رئيس الهيئة قدري أبو بكر إلى أن بعض البنوك ترفض فتح حسابات جديدة للأسرى، في حين أن الاحتلال الإسرائيلي قد جمد العمل في قراره.

### مواضيع ذات علاقة
- البنك العربي لتونس.
- البنك العربي - سورية.
- البنك العربي للمغرب.